# دايسوكي يوشيرو
دايسوكي يوشيرو (باليابانية: 中牧 大輔) (27 مايو 1986 في طوكيو في اليابان – )؛ هو لاعب كرة قدم سابق كان يلعب كحارس مرمى.

## وصلات خارجية
- دايسوكي يوشيرو على موقع قاعدة بيانات كرة القدم.إي يو (الإنجليزية)
- دايسوكي يوشيرو على موقع Soccerway.com (الإنجليزية)
- دايسوكي يوشيرو على موقع عالم كرة القدم.نت (الإنجليزية)